# BANDAGE (LANDSの曲)
「BANDAGE」（バンデイジ）は、日本のダンスボーカルグループKAT-TUNのメンバー（当時）・赤西仁が「LANDS」名義でリリースしたソロシングルである。

## 概要
- 2010年1月16日全国東宝系にて公開した映画『BANDAGE バンデイジ』の主題歌である。アルバム「Olympos」にも収録されている。
- ドラムは、映画でもドラマー役を演じているRIZEの金子ノブアキ、キーボードは小林武史。
- BUMP OF CHICKENの『R.I.P./Merry Christmas』とポルノグラフィティの『アニマロッサ』を抑えてオリコンシングルチャート初登場1位を記録。翌週もTOP10入りを果たした。

## 収録曲

### 初回限定盤
1. BANDAGE
  - 作詞・作曲・編曲：小林武史

特典DVD
『BANDAGE』（ビデオ・クリップ＋メイキング）

### 期間限定盤
1. BANDAGE
2. BANDAGE（Backing Track）

## 関連作品
岩井俊二の監督映画で、小林武史が音楽監督を務め、劇中の歌手が実際にデビューしたものとして、次の作品が挙げられる。
- YEN TOWN BAND（CHARA）『Swallowtail Butterfly 〜あいのうた〜』（1996年）
- Lily Chou-Chou（Salyu）『グライド』（2000年）